# The Formation of Damnation
The Formation of Damnation е девети студиен албум на американската траш метъл група Testament. Издаден е на 29 април 2008 г. от Nuclear Blast.

## Обща информация
Наследник на „The Gathering“ (1999) първоначално е споменаван през май 2002 г., а за завършване – ранните месеци на 2004 г. Поради турнетата на групата и честата промяна в нейния състав, това е отложено с няколко години, преди да бъде завършен през 2007 – 2008 г. Групата подписва с Nuclear Blast.

## Състав
- Чък Били – вокали
- Ерик Питърсън – китара
- Алекс Сколник – китара
- Грег Крисчън – бас
- Пол Бостаф – барабани

## Песни
| 1.    | For the Glory Of... (инструментал) | 1:12 |
| 2.    | More Than Meets the Eye            | 4:31 |
| 3.    | The Evil Has Landed                | 4:44 |
| 4.    | The Formation of Damnation         | 5:10 |
| 5.    | Dangers of the Faithless           | 5:47 |
| 6.    | The Persecuted Won't Forget        | 5:49 |
| 7.    | Henchmen Ride                      | 4:00 |
| 8.    | Killing Season                     | 4:52 |
| 9.    | Afterlife                          | 4:13 |
| 10.   | F.E.A.R                            | 4:46 |
| 11.   | Leave Me Forever                   | 4:28 |
| 49:29 |                                    |      |